# Elecciones municipales de 2019 en Getafe
Las elecciones municipales de 2019 se celebraron en Getafe el domingo 26 de mayo, de acuerdo con el Real Decreto de convocatoria de elecciones locales en España dispuesto el 1 de abril de 2019 y publicado en el Boletín Oficial del Estado el 2 de abril. Se eligieron los 27 concejales del pleno del Ayuntamiento de Getafe, a través de un sistema proporcional (método d'Hondt), con listas cerradas y un umbral electoral del 5 %.

## Resultados
5 candidaturas obtuvieron representación en el pleno. La candidatura del Partido Socialista Obrero Español liderada por Sara Hernández obtuvo una mayoría simple de 11 concejales mejorando en 2 concejales los resultados de las elecciones de 2015. La candidatura del Partido Popular de Carlos González Pereira obtuvio 5 concejales perdiendo 4 concejales respecto a 2015. Las de Ciudadanos-Partido de la Ciudadanía y Podemos 4 cada una ganando 2 respecto a 2015 la primera y perdiendo 3 la segunda. La de Vox 2, mientras que la candidatura de Más Madrid Compromiso con Getafe obtuvo 1 concejal. Los resultados completos se detallan a continuación:
| Candidatura                                      | Candidatura                                       | Votos   | %                               | Escaños                         |
| ------------------------------------------------ | ------------------------------------------------- | ------- | ------------------------------- | ------------------------------- |
|                                                  | Partido Socialista Obrero Español (PSOE)          | 31 626  | 35,16                           | 11                              |
|                                                  | Partido Popular (PP)                              | 14 502  | 16,12                           | 5                               |
|                                                  | Ciudadanos-Partido de la Ciudadanía (Cs)          | 14 146  | 15,72                           | 4                               |
|                                                  | Podemos-Ahora Getafe (Podemos-Equo)               | 11 319  | 12,58                           | 4                               |
|                                                  | Vox (Vox)                                         | 5847    | 6,50                            | 2                               |
|                                                  | Más Madrid Compromiso con Getafe (Más Madrid-CCG) | 4979    | 5,54                            | 1                               |
| Impulsa Getafe (IGE)                             | Impulsa Getafe (IGE)                              | 3500    | 3,89                            | 0                               |
| Izquierda Unida Madrid en Pie (IU-Madrid en Pie) | Izquierda Unida Madrid en Pie (IU-Madrid en Pie)  | 2378    | 2,64                            | 0                               |
| Actúa-Los Verdes (PACT-GMLV)                     | Actúa-Los Verdes (PACT-GMLV)                      | 677     | 0,75                            | 0                               |
| Unión Progreso y Democracia (UPyD)               | Unión Progreso y Democracia (UPyD)                | 231     | 0,26                            | 0                               |
| Partido de los Ciudadanos Diversos (PCID)        | Partido de los Ciudadanos Diversos (PCID)         | 131     | 0,15                            | 0                               |
| Votos en blanco                                  | Votos en blanco                                   | 620     | 0,69                            | n/a                             |
| Votos válidos                                    | Votos válidos                                     | 89 956  | 100,00                          | 27                              |
| Votos nulos                                      | Votos nulos                                       | 434     | Participación: \| \| 68,34 % \| | Participación: \| \| 68,34 % \| |
| Votantes                                         | Votantes                                          | 90 390  | Participación: \| \| 68,34 % \| | Participación: \| \| 68,34 % \| |
| Electores                                        | Electores                                         | 132 271 | Participación: \| \| 68,34 % \| | Participación: \| \| 68,34 % \| |
|                                                  | 68,34 %                                           |         |                                 |                                 |

## Concejales electos
Relación de concejales electos:
| N.º | Nombre                          | Lista | Lista          |
| --- | ------------------------------- | ----- | -------------- |
| 1   | Sara Hernández Barroso          |       | PSOE           |
| 3   | Carlos González Pereira         |       | PP             |
| 2   | Herminio Vico Algaba            |       | PSOE           |
| 4   | Mónica Cobo Magaña              |       | Cs             |
| 5   | Alba Leo Pérez                  |       | Podemos-Equo   |
| 6   | María Nieves Sevilla Urbán      |       | PSOE           |
| 7   | Jorge Juan Rodríguez Conejo     |       | PSOE           |
| 8   | Mirene Presas de Castro         |       | PP             |
| 9   | Fernando de Gracia Mavio        |       | Cs             |
| 10  | María Teresa Mellado Suela      |       | PSOE           |
| 11  | José Manuel Fernández Testa     |       | Vox            |
| 12  | Daniel Pérez Pinillos           |       | Podemos-Equo   |
| 13  | Francisco Javier Santos Gómez   |       | PSOE           |
| 14  | Jesús Pérez Gómez               |       | Más Madrid-CCG |
| 15  | Antonio José Mesa Garrido       |       | PP             |
| 16  | Fernando Álvarez García         |       | Cs             |
| 17  | Gema Cáceres Martín             |       | PSOE           |
| 18  | Ángel Muñoz González            |       | PSOE           |
| 19  | Ana Isabel Calcerrada Torrente  |       | Podemos-Equo   |
| 20  | Fernando Lázaro Soler           |       | PP             |
| 21  | Antonio Soubrie Gutiérrez-Mayor |       | Cs             |
| 22  | Ángeles García Rodríguez        |       | PSOE           |
| 23  | Luis José Domínguez Iglesias    |       | PSOE           |
| 24  | Ignacio Díaz Lanza              |       | Vox            |
| 25  | María África Sánchez Marín      |       | PP             |
| 26  | Elisabeth Melo Suárez           |       | PSOE           |
| 27  | Carlos Daniel Enjuto Domínguez  |       | Podemos-Equo   |